# Въстание на сеймените и домобранците
Въстанието на сеймените и домобранците (на румънски: Răscoala seimenilor și dorobanților) е масов народен бунт избухнал на 17 февруари 1655 г. във Влахия срещу управлението на Константин Щербан и част от прополското болярство на страната. По последиците си потушаването му води до дебългаризация на областта и изчезването на влахо-българските грамоти от влахо-молдовските владетелски – господарски канцеларии.
Въстанието обхваща и Молдова където в Яш и Сучава 1000 сеймени са на служба към двора на молдовския владетел Георги Стефан.

## Прелюдия
Краят на дългата война е белязан от залеза на акънджийския корпус на Османската империя, който в началото на войната наброява 50 000 акънджии, докато техния брой след края на войната /към 1630 г./ възлиза на около 2000. За сметка на акънджиите възникват във Влашко сейменски наемни отряди от професионални господарски войници въоръжени с ново оръжие – кремъклийки. Формирането на сейменската сила на Влахия е свързано с управлението на Матей Басараб. Ставайки влашки господар, въпреки желанието на Високата Порта, но с подкрепата на болярите и народа, Матей Басараб опитва да укрепи властта си чрез увеличаване и модернизиране на армията. Преди да стане влашки господар през 1632 г. армията на Влахия е в състав 13 600 пехота и кавалерия общо. Матей Басараб утроява броя на войниците, като бройката им за близо 20 години достига численост 40 000 войни. С такава военна сила и чрез дипломация, Влахия противостои от една страна на османската власт и сюзеренитет, завоювайки от друга – чужди територии от Княжество Трансилвания, Реч Посполита и Кримското ханство. Военната сила на Влахия, организирана от Матей Басараб, включва три категории войни: редовна гвардия, наборници и наемници (сеймени). Елитната гвардия брояла 8000 и включвала дребното благородство което живеело в именията си и имало задължението да се яви с коне в случай на война. Това били земевладелци притежаващи малки дворянски имения. Армията от наборници – домобранци, в състав пехота и кавалерия, включвала всички свободни градски и селски хора, които формирали свего рода гражданска мирновременна милиция или военновременно опълчение. Наборниците във военновременен състав от около 10 000 армейски военнослужещи сформират гарнизони в големите влашки градове: Търговище, Букурещ, Плоещ, Бузеу. Наемниците наричани сеймени са професионални войници във Влахия по това време. Те също формират свои кавалерийски и пехотни отряди, някои от които не са въоръжени с модерното за времето си огнестрелно оръжие, а с копия. Едва през 1636 г. Матей Басараб попълва армията си с т.нар. сръбски сеймени (наречени на тези в османската армия), които са пехотинци и са въоръжени с огнестрелни оръжия. Във влашката армия по това време имало и няколко хиляди наемници от друга народност – полски, трансилвански, молдовски, включая казаци, албанци и т.н., но те не влияели върху общото настроение и дух във влашката войска.

## Причини
Яростното противопоставяне и борба за господарска и наследствена власт във Влахия и Молдова между Матей Басараб от една страна и Василий Лупу от друга, води до крайна милитаризация, стопанско и социално напрежение в двете княжества. И двете воюващи страни прибягват до помощта на скъпоплатени наемници.
Преди решителната битка при Финта на 17 май 1653 г. Матей Басараб обещава на войните си двумесечна заплата, ако се бият решително и победят. След битката, подтикнат от някои съветници, Матей не спазва обещанието си и много от волнонаемните сеймени беснеят, насочвайки недоволството си срещу болярското съсловие. Великият ковчежник, отказва да плати парите в продължение на три месеца, наказвайки пратениците на наемниците, опитвайки се да им противопостави гвардейците. Последните се противят, а някои са превантивно избити от наемниците. Сеймените надделяват и настояват Матей Басараб да се оттегли от властта в манастир, като стар и болен. Постепенно недоволството набира сила. Отпочват сейменски нападения над именията на някои велики боляри, последвани от грабежи и убийства. Матей Басараб, ранен в крака в битката при Финта, изпраща трима боляри при владетеля на Трансилвания Дьорд II Ракоци (1648-1660), с когото е обвързан със съюзен договор, за да иска подкрепа. Дьорд II Ракоци изпраща няколко хиляди войници да потушат бунта. Размирниците като научават за пристигането на трансилванската армия, се събират в съборната църква и заклевайки се над Евангелието, полагат отново клетва за вярност към войводата Матей Басараб.

## Разгаряне на въстанието
Укротяването на страстите е само временно понеже въпросът с обещаното и неплатено войнско възнаграждение остава нерешен. През есента сейменският бунт избухва отново. Матей Басараб, малко излекуван, отива на поклонение в Куртя де Арджеш (от Търговище) и на връщане наборните и сеймените затварят градските порти излизайки зад големия ров с оръдията. Матей е допуснат в Търговище след като тържествено обещава да се разплати за победата при Финта, но въпреки това бунтът не стихва. Цяла зима на 1653/54 г. власите и сеймените грабят именията на болярите и няма сила коята да им устои. Матей Басараб е ядосан на местните заради съюза им със сеймените и след решение на болярския съвет са повикани през пролетта 30 000 татари и трансилванци – за разправа с бунтовниците-разбойници. Матей Басараб умира през април 1654 г., но крайното затягане на фискалния режим във Влахия кара много селяни и занаятчии да се присъединят към сейменския бунт.
Междувременно молдовският господар Георги Стефан (1653-1658) последва примера на Матей Басараб и увеличава налозите. Към молдовският господарски двор по това време са на служба 1000 сеймени. Недоволни от големите възнаграждения и преференциалното отношение на молдовския господар към немските наемници, сеймените се разбунтуват. Немските наемници са съсредоточени в Яш и около двеста в Сучава. Хронистът Мирон Костин (1633-1691) твърди, че е имало споразумение между сеймените от Молдова и тези от съседна Влахия. Молдовските сеймени избиват толкова германци колкото срещат по улиците в неделя, 1 март 1654 г. Пуска се слух, че към Молдова се е запътил бившия господар Василий Лупу начело на татарите. Настъпва суматоха, обаче Георги Стефан запазвайки хладнокръвие, събира всичкия му останал наличен военен ресурс. Преструвайки се пред вилнеещите сеймени, че е готов на отстъпки, той кани лидерите на бунтовниците в двореца и ги обезглавява. В последвалата градска битка господарската армия надделява и останалите живи сеймени бягат във Влахия. 
По време на сейменския бунт в съседна Молдова умира влашкият господар Матей Басараб. Наследява го носоотрязания Константин Щербан, държан във влашкия господарски дом от Матей, заради липсата на господарски наследници. Константин наследява от Матей пълна хазна от която плаща 1500 торби на бунтуващите се, успявайки да успокои масовите размирици. Отделно от това новият влашки господар обявява всеобща амнистия за всички бунтовници, като облича войската с нови униформи и плаща обещаното още от Матей Басараб. Обаче болярите пострадали от военните бунтове са недоволни и тайно избират Преда Брънковяну за влашки господар. Разбирайки това Константин Щербан се договаря с болярите да ликвидират сейменската наемна служба и подкрепилата я военна каста.

## Опит за противопоставяне на сеймени и домобранци
Константин Щербан вика командирите на домобранците, умолявайки ги да не се противопоставят на премахването на „сръбските сейменски банди“, обещавайки им награди. Срещата е на 16 февруари 1655 г. и формално приключва със споразумение, обаче повечето домобранци са родствени със сеймените, живеейки на едни и същи улици, квартали, градове, воювайки заедно, а и са в приятелски отношения. На следващия ден (17 февруари 1655 г.) след споразумението домобранците и сеймените вдигат въстание, позовавайки се на факта, че главатарят на сеймените е арестуван. Въстаниците насочват гнева си преди всичко срещу великите боляри. Влашкият господар е публично обруган, именията на болярите са ограбени и разрушени, а свитите им избити или подиграни. Към въстаниците се присъединяват част от гвардейците, граждани и мъстителни селяни. Влашките църкви и манастири също не са пощадени. Според хронистите са убити 32 боляри, а броят на бунтовниците достига 22 000 души. Въстанието обхваща цяла Влахия, като много градове и села са засeгнати от грабежи и убийства.
Съпричастните към коварния план на Константин Щербан боляри се спасяват забягвайки в Трансилвания. Влашкият господар паникьосан решава да се укрие при силистренския Сиявуш паша, надявайки се османска помощ и подкрепа за справяне с бунта на недоволните. Обаче Високата порта има огромен властови проблем при бушуващата кандийска война и няма възможност да се меси. Константин Щербан се обръща за помощ към съседните владетели на дунавски княжества. Дьорд II Ракоци и Георги Стефан откликват положително на сигнала и изпращат армии към Влашко. Разбирайки това бунтовниците изпращат пратеници до Богдан Хмелницки, хетманът на православните казаци в Украйна, с молба за помощ срещу мюсюлманите и папистите, още повече че 14 000 кримски татари са ангажирани в потушаването на бунта. Начело на въстанието застава Хризея в опит да вземе властта във Влахия.
Въстаниците осланяйки се на числено и оръжейно предимство над несъединените трансилаванска и молдовска армии се насочват към Карпатите, пресрещайки поединично всяка от двете армии. В две последователни и решителни сражения обаче са разбити, заради недостатъчна кавалерия и след предателството на подкупни въстанически командири и артилеристи. На страната на Константин Щербан в гражданската война се сражават и 2500 османци. 
След двете сражения следват страшни кланета на сеймените и помагачите им. Всички заловени бунтари са набивани на кол, а живите търсят спасение от репресиите в дунавските блата, влашката гора и Карпатите. Въстанието постепенно затихва, но тлее още две години до 1657 г. През лятото на същата година Хризея, който е затворен в крепостта Алба Юлия със съпругата и децата си, успява да избяга през март с помощта на 100 членове на гвардията на трансилванския владетел, който по това време е далеч на експедицията в Реч Посполита. Хризея начело на стотина сеймени веднага се отправя към Влахия. Пресрещнати от 2000 войници на Константин Шербан (полски драгуни и трансилвански разбойници, изпратени му от Ракоци заради сейменската и влашка нелоялност) хората му са победени, а Хризея се укрива при болярин, който го предава на Константин Шербан, разкривайки плановете му. След неравната битка Хризея с 400 сеймени се укрепва в манастира Бистрица. Обкръжени в манастира сеймените не се предават и след като свършват барута продължават с юмручен бой, хвърляйки камъни по нападателите. Повече от 300 сеймени са убити, 9 техни главатари пленени, а останалите успяват да избягат. Хризея с жена си, най-голямата си дъщеря и малките им деца, заедно с 9-тимата сейменски предводители, като затворници, са откарани в Търговище. На 8 април 1657 г. Хризея и 9-тимата сеймени са екзекутирани. Хризея е разпънат на колело пред очите на жена си и децата си, които след това са освободени. Главите на 300-те въстаници убити в Бистришкия манастир са отнесени на Константин Шербан и издигнати на високи шипове пред вратите на Търговище – за назидание на всички останали и потенциални бунтовници.

## Последствия
След подавяне на въстанието Влахия започва постепенно да губи дотогавашния си традиционен народностен облик, а болярското съсловие и властова върхушка спасена от чужди сили, не се противи на прокарването и проникването на католическото и калвинистко влияние от Трансилвания с края на Голямата турска война. 